# Koračice
Koračice so razloženo naselje v povirju potoka Lešnice ob cesti Sveti Tomaž–Ormož, v Občini Sveti Tomaž.
Koračice so bile prvič omenjene leta 1320. Ohranjenih je še nekaj lesenih vinskih kleti. Kapela je iz konca 19. stoletja. Tu je bil rojen odvetnik, publicist in politik Vekoslav Kukovec (1876-1951). Srakona je nadležen enoletni plevel, ki je tukaj po njivah in med šmarnico prevladoval nad vsemi ostalimi pleveli. Danes so jo s škropljenjem dodobra izkoreninili, kot ostanek preteklosti pa se je ohranila v vaškem grbu.
V Koračicah ima sedež Lovska družina Tomaž pri Ormožu, ki vsako leto v juniju prireja tekmovanje v streljanju na glinaste golobe.